# ریچارد هالسی بست

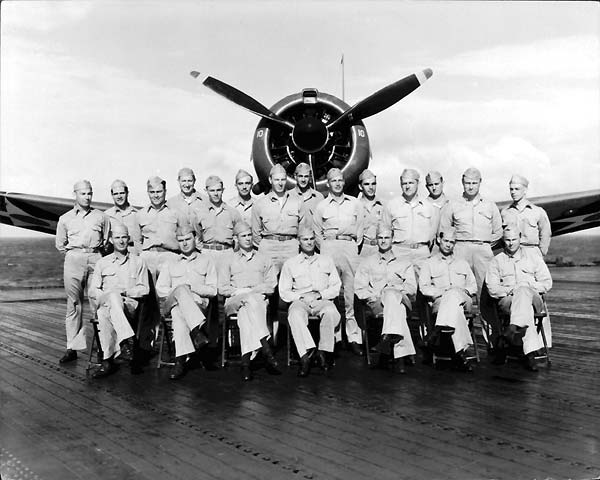
خلبانان VB-6 در ژانویه سال ۱۹۴۲: بِست نفر سوم از سمت چپ نشسته‌است.

ریچارد هالسی بِست (زاده ۲۴ مارس ۱۹۱۰، درگذشته ۱ نوامبر ۲۰۰۱) یک خلبان بمب افکن و فرمانده اسکادران در نیروی دریایی ایالات متحده آمریکا در جنگ جهانی دوم بود. بست که در ناو هواپیمابر USS Enterprise مستقر شده بود، اسکادران بمب افکن خود را در نبرد میانه(battle of midway) هدایت کرد و قبل از آنکه در همان سال توسط بیماری سل بازنشسته شود، یک ناو هواپیمابر ژاپنی را غرق کرد و بطور بالقوه به دیگری آسیب وارد کرد.

## اوایل زندگی
پدر بزرگ او ادوارد بست در قرن هجدهم از انگلستان به آمریکا مهاجرت کرد، اولین بار در ویسکانسین زندگی کرد، جایی که او در جنگ داخلی آمریکا وارد شرکت اف ۱۳ پیاده‌نظام ویسکانسین شد، و سپس به کالیفرنیا مهاجرت کرد و پس از آن به اورگان در پیری مهاجرت کرد. پسر اِدوارد، بِرت بست، در سال ۱۸۷۸ در کالیفرنیا متولد شد، که بعداً پدر ریچارد هالسی بست شد. ریچارد هالسی بست در سال ۱۹۱۰ در نیوجرسی به دنیا آمد.

## آغاز کار (۱۹۲۸–۱۹۲۸)

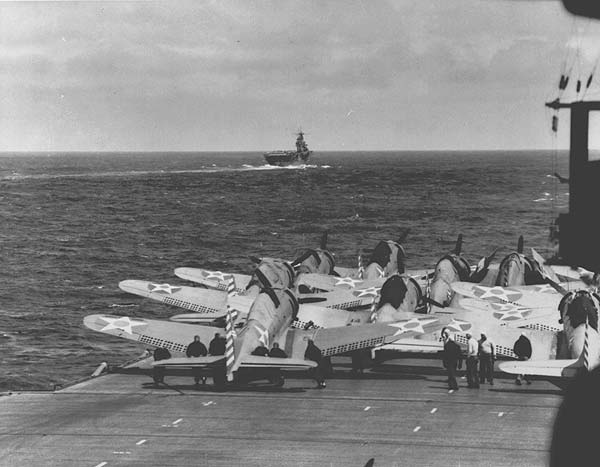
SBD-۲ در اینترپرایز، آوریل ۱۹۴۲، هورنت در عکس است

در ژوئن سال ۱۹۳۸، به بست حق انتخاب داده شد که یا به یک اسکادران گشت در پاناما یا هاوایی بپیوندد، یا به عنوان مربی پرواز در پنساکولا خدمت کند: وی پنساکولا را انتخاب کرد، و همچنین به عنوان مربی آموزش اسکادران پنج نیز منصوب شد. با پیش‌بینی آنچه که احتمالش می‌آمد، پس از گذشت یک سال و چند ماه از آموزش، بست تصمیم گرفت که بیشترین خدمت را به عنوان خلبان بمب افکن انجام دهد. وی درخواستی برای انتقال به ناوگان اقیانوس آرام در این موضع ارائه داد.
در سی و یکم ماه مه سال ۱۹۴۰، بست دستوری مبنی بر الحاق به بمباران اکادران شش(VB-۶)، که به ناو هواپیمابر اینترپرایز ایالات متحده اختصاص داده شده بود، دریافت کرد. به محض ورود به اسکادران زمینه در زمین، ایستگاه هوایی نیروی دریایی در شمال جزیره، کالیفرنیا، در دهم ژوئن، بست افسر پرواز (افسر عملیات) از اسکادران بود که فرمانده سوم بود. در اوایل سال ۱۹۴۲ پس از جنگ در اقیانوس آرام که شروع شده بود، او تا مدیر اجرایی ارتقا رتبه یافت(XO)، یک اصطلاح معمول در نیروی دریایی که به فرمانده دوم گفته می‌شود، تحت نظر دوست و همکلاسی نیروی دریایی ایالات متحده آمریکا، ویلیام هولینگورث، شناخته شده با نام «هولی» به عنوان فرمانده. بست متعاقباً فرمانده اسکادران در زمان نبرد میدوی شد.

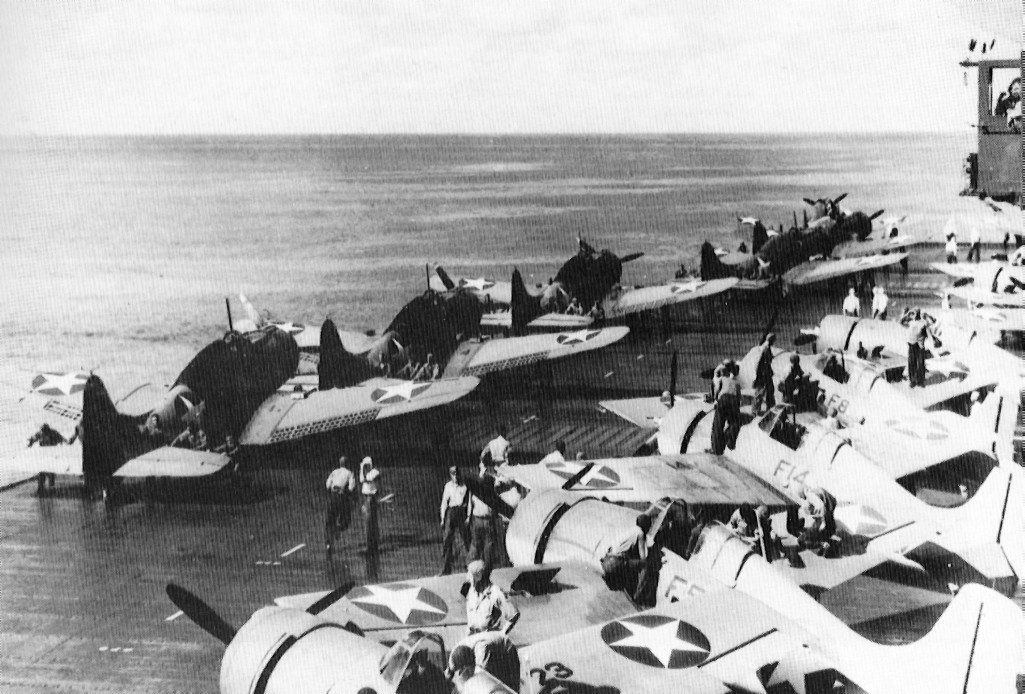
عرشه پرواز USS Enterprise در ۱۵ مه ۱۹۴۲: اولین SBD بست است. ("B-1") یا CO از VS-6 ("S-1") است.

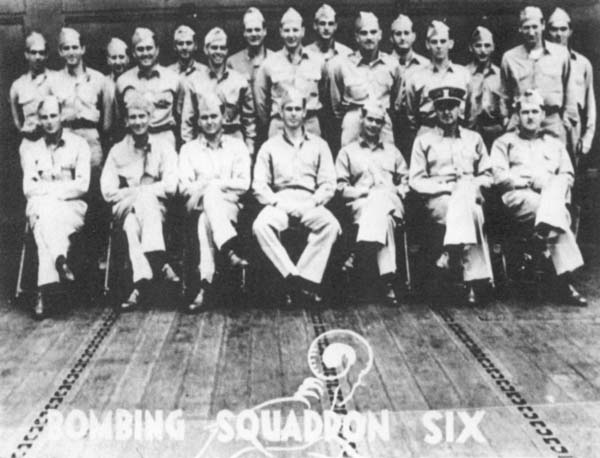
یک عکس گروهی از خلبانان بمب افکن آمریکایی VB-6 از Enterprise، که سه نفر از آنها به Akagi آسیب رساندند. بست در مرکز ردیف جلو نشسته‌است. دو نفر دیگر که با بست به آکاجی حمله کردند، ادوین جی کروگر (ایستاده، نفر هشتم از سمت چپ) و فردریک تی. وبر (ایستاده، نفر ششم از سمت راست).

## زندگی غیرنظامی (۱۹۴۴–۲۰۰۱)
او پس از بازنشستگی از نیروی دریایی، به سانتا مونیکا در کالیفرنیا منتقل شد. جایی که او تا آخر عمرش در آنجا ماند. پس از ترخیص از بیمارستان، بست در یک بخش تحقیقاتی کوچک از شرکت هواپیمایی هواپیمای داگلاس کار می‌کرد. این بخش در ماه دسامبر سال ۱۹۴۸ بخشی از شرکت رَند شد، جایی که بست در آن موقع تا زمان بازنشستگی خود، در سال ۱۹۷۵، ریاست اداره امنیت را بر عهده داشت. بست مقدمه کتابچه راهنمای بازی ویدئویی شبیه‌سازی پرواز نبرد هاوکس ۱۹۴۲ را منتشر کرد که در سال ۱۹۸۸، توسط بازی‌های لوکاس فیلم منتشر شد. او در ۲۸ اکتبر سال ۲۰۰۱ مرد و در گورستان ملی آرلینگتون به خاک سپرده شد. ریچارد متأهل بود و یک دختر به نام باربارا و یک پسر به نام ریچارد دوم و یک نوه پسری و یک نوه دختری از خود به جا گذاشت.

## در فرهنگ عامه
بست در فیلم میدوی در سال ۲۰۱۹ به کارگردانی اِد اسکرین به تصویر کشیده شد.

## کتابشناسی - فهرست کتب
Moore, Stephen L. (2014). Pacific Payback: The Carrier Aviators Who Avenged Pearl Harbor at the Battle of Midway. New York: Penguin Group.